# Stomatolina danblumi
Stomatolina danblumi is een slakkensoort uit de familie van de Trochidae. De wetenschappelijke naam van de soort is voor het eerst geldig gepubliceerd in 1999 door Singer & Mienis.